# كوم إشو
قرية كوم اشو هي إحدى القرى التابعة لمركز كفر الدوار في محافظة البحيرة في جمهورية مصر العربية. حسب إحصاءات سنة 2006، بلغ إجمالي السكان في كوم اشو 13412 نسمة، منهم 6665 رجل و6747 امرأة.